# Киртон, Гарри
Гарри Киртон (англ. Harry Kirton; род. 17 июля 1998) — британский актёр, наиболее известный по роли Финна Шелби в криминальной драме «Острые козырьки».
Также снялся в роли Тайлера в фильме 2017 года «Мы можем быть героями».

## Биография
Актёру было 15 лет, когда он после участия в открытом кастинге получил роль в сериале «Острые козырьки», где его партнерами стали Киллиан Мерфи и Софи Рандл. До этого Киртон сыграл только в одной пьесе — в постановке «Ромео и Джульетты» во время учёбы в школе Борнвилла, в роли Бенволио. По словам актёра, именно отец был инициатором его похода на прослушивание в сериал «Острые козырьки». Затем он обучался актёрской деятельности в Бирмингемской Академии Ормистон.
На церемонии NME Awards 2020 года Киртон подтвердил, что вскоре начнутся съемки шестого сезона сериала.

## Фильмография
- Мы можем быть героями (2017)
- Острые козырьки (сериал, 2014—2020)
- Будика: Королева воинов (2023)